# Абаев, Баяр Гайыпович
Баяр Гайыпович Абаев (туркм. Baýar Abaýew; род. 1967, село Абадан, Ашхабадский район, Туркменская ССР, СССР) — туркменский государственный деятель. Министр торговли и внешнеэкономических связей Туркменистана в 2010—2016 годах.

## Образование и специальность
Образование незаконченное высшее. Окончил Ашхабадский торгово-кооперативный техникум. Проходил обучение в Киевском национальном авиационном университете. По специальности — бухгалтер, экономист.

## Карьера
Трудовую деятельность начал в 1987 году продавцом. Далее работал заведующим магазином Абаданского городского потребительского общества, работником снабжения завода-совхоза «Шоргала» Геоктепинского этрапа и Геоктепинского винного завода Ассоциации пищевой промышленности Туркменистана, управляющим винным заводом Сельскохозяйственного акционерного общества «Сердар» Рухабатского этрапа, начальником винного производственного предприятия «Ахал» Ассоциации пищевой промышленности Туркменистана, директором Абаданского винного завода Ассоциации пищевой промышленности Туркменистана. С 2008 года — Председатель Ассоциации пищевой промышленности Туркменистана.
С 18 февраля 2010 года — министр торговли и внешнеэкономических связей Туркменистана.
В январе 2011 Абаев получил строгий выговор за «неудовлетворительное исполнение служебных обязанностей, допущение ослабления дисциплины и порядка в подведомственных учреждениях и предприятиях».
Выговоры были объявлены также в августе 2013 и в феврале 2016 года.
С 8 апреля 2016 года отправлен в отставку с формулировкой «за серьёзные недостатки, допущенные в работе».

## Награды и звания
- Медаль «Watana bolan söygüsi üçin»